# Best of My Love (The Emotions)
Best of My Love è un singolo del 1977 delle Emotions.
La canzone, composta da Maurice White e Al McKay e prodotta da White e Clarence McDonald, ottenne fin da subito un grande successo: raggiunse infatti la prima posizione nella Billboard Hot 100 degli Stati Uniti e nella Bilboard R&B, e rimase tra le prime dieci posizioni in Regno Unito, Canada e Nuova Zelanda. Vincitrice di un premio ai Grammy Awards 1978, la canzone è stata oggetto di numerose cover, tra cui nel 2018 una a cura di Samantha Jade.